# Политическая реакция
Реа́кция в поли́тике, также полити́ческая реа́кция — консервативная политика и движение, направленная резко против предшествовавшего или современного: политики и общественного строя, если такой строй считается более прогрессивным. Реакцией также называется подавление любых революционных или оппозиционных сил.
Реакцией обычно обозначаются не либеральные или радикальные течения, а только течения крайне консервативные (часто религиозно-фундаменталистские, клерикальные, феодальные, монархистские и т. п.). Реакция не обязательно является движением в сторону, обратную предыдущему; она может быть просто движением крайне консервативным; дальнейшим развитием предыдущего, более умеренного консервативного движения.
Реакционная деятельность правительства является отражением реакционного настроения в обществе, в таких случаях это настроение выражается господствующим течением в литературе (особенно известна реакционная литература Франции — Шатобриан и др.). Типичной реакционной партией являлись монархисты во Франции.
Партии, которая сама принимала бы наименование реакционной как техническое, никогда не существовало.
Примеры реакционных эпох:
- правление Карла X во Франции — эпоха крайней реакции[1].
- годы, последовавшие за реставрацией Стюартов в Англии и Бурбонов во Франции[1].
- в Германии  — эпоха сильной реакции[1] в десятилетие президентства Франца Иосифа I, последовавшее за революцией 1848—1849 гг..
- в России — царствование Николая I (1825—1855), после реформ Александра I из-за Восстания декабристов и, в особенности, годы «мрачного семилетия» (1848—1855), после революции во Франции; контрреформы Александра III после Великих реформ Александра II из-за его убийства
- правление султана Абдул-Хамида II в Османской империи (установление «зулюма», сменившего период реформ «танзимат»).
- во Франции во время деятельности режима Виши в 1940—1944-х годах, чей лидер — маршал Филипп Петен взял курс на демонтаж демократии, клерикализацию образования, культуры и политики, подавление политической активности граждан при помощи массовых репрессий, активное сотрудничество с нацистской Германией.
- На Балканах ряд режимов 1930-х годов: В Греции — режим 4 августа, В Югославии — диктатура 6 января, в Болгарии — режим после переворота 19 мая, в Албании — президентство и царствование Ахмета Зогу, в Румынии — правление Кароля II.
- В Чехословакии — «Нормализация» в 1968—1989 годах после «Пражской весны».

Реакция иногда является естественным процессом и неотъемлемой частью любой буржуазной революции. Так, например, один из ведущих исследователей революций Питирим Сорокин писал в 1925 году: «„Реакция“ не есть явление, выходящее за пределы революции, а неизбежная часть самого революционного периода — его вторая половина».
Немецкий социолог Роберт Михельс даже выделял революции «революционные» и «реакционные». К первым он относил французские революции 1789 года, 1830 года, 1848 года, Парижскую коммуну, немецкую 1918 года и ряд других; ко вторым — движения Муссолини, Каппа, Франко и Гитлера. Подобная классификация имела ряд немногочисленных сторонников.